# Ulica Henryka Dąbrowskiego 24

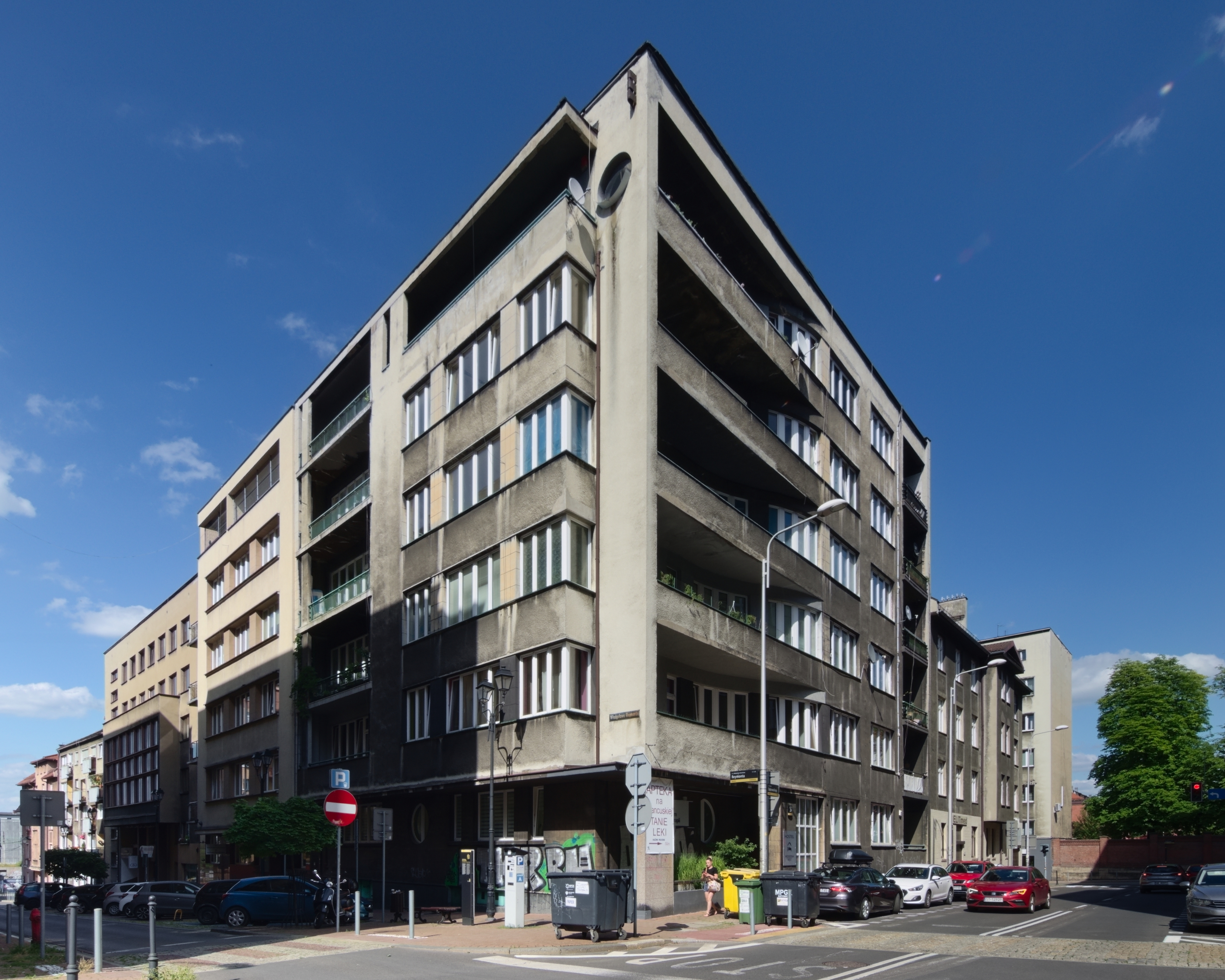
Ansicht von Südwesten, 2024

Das Gebäude Ulica Henryka Dąbrowskiego 24 ist ein Mietshaus in Katowice (deutsch Kattowitz, Woiwodschaft Schlesien) in Polen. Es wurde 1937 im Stil der Moderne für Augustyn sowie Karol Łabuś errichtet und ist in das Denkmalverzeichnis der Stadt eingetragen.
Das sechsgeschossige Eckhaus steht im Südosten des Stadtbezirks Śródmieście (Innenstadt) an der Ulica Henryka Dąbrowskiego 24. Architekt war Karol Schayer. Das Nachbarhaus Ulica Władysława Reymonta 6 ist ebenfalls ein Entwurf von Schayer und erhielt 2009 einen Eintrag in das nationale Verzeichnis der Baudenkmäler der Woiwodschaft Schlesien. Schräg gegenüber wurde mit der Hausnummer „23“ im Jahr 1939 Schayers Entwurf des Schlesischen Museums (polnisch Muzeum Śląskie) fertiggestellt, das nach dem deutschen Überfall auf Polen 1941 „als Denkmal des polnisch-jüdischen Stolzes“ abgebrochen wurde.
Das Gebäude hat eine kompakte würfelförmige Kubatur, die durch eine klare horizontale Gliederung geprägt wird. An der Südseite bestimmen großzügige Loggien das Bild der Fassade. Die Fensterbänder werden in Form von „Sinuswellen“ geführt. Während dort die Brüstungen geschlossen sind, zeigt die Westseite offene Geländer. Die fünf Loggien sind dort in einem Rücksprung der Fassade angelegt, der über das ganze Volumen des Bauwerks reicht. Die Fenster der Südwestecke sind über Eck geführt. Eine Säule stützt vor dem zurückgesetzten Erdgeschoss scheinbar die darüber liegenden Stockwerke.